# ديك برونا
ديك برونا (بالهولندية: Dick Bruna)‏ هو مصمم جرافيك وكاتب وكاتب للأطفال ورسام توضيحي هولندي، ولد في 23 أغسطس 1927 في أوترخت في هولندا، وتوفي بنفس المكان في 16 فبراير 2017.

## وصلات خارجية
- الموقع الرسمي
- ديك برونا على موقع IMDb (الإنجليزية)
- ديك برونا على موقع الموسوعة البريطانية (الإنجليزية)
- ديك برونا على موقع ميوزك برينز (الإنجليزية)
- ديك برونا على موقع ديسكوغز (الإنجليزية)